# Machaerota taiheisana
Machaerota taiheisana är en insektsart som först beskrevs av Matsumura 1940.  Machaerota taiheisana ingår i släktet Machaerota och familjen Machaerotidae. Inga underarter finns listade i Catalogue of Life.